# Balatonfüredi FC
A Balatonfüredi Futball Club, egy 1924-ben alapított profi magyar labdarúgóklub. Székhelye Balatonfüred.

## Névváltozások
- 1924–? Balatonfüredi Sport Club
- ?–1945 Balatonfüredi Levente Egyesület
- 1945–1947 Balatonfüredi Sport Club
- 1947–1949 Balatonfüredi Hajózási Munkás Sport Egyesület
- 1949 Balatonfüredi TIMSE
- 1949–1951 Balatonfüredi Vasas Hajógyári SK
- 1951–? Balatonfüredi Vasas
- ? MHD Balatonfüred SE
- 1990–2001 Balatonfüredi SC
- 2001- Balatonfüredi Futball Club

## Sikerek
NBIII
- Bajnok: 2000-01

Szabad Föld-kupa
- Döntős: 1982

## Vezetőedzők
- Borgulya István (2020–2023)
- Preisinger Sándor (2023–)[1]